# ألكسندر بيتشوشكين
ألكسندر بيتشوشكين (الروسية: Алекса́ндр Пичу́шкин) المعروف أيضاً باسم قاتل رقعة الشطرنج ومجنون منتزه بيتسا، هو سفاح روسي متهم بقتل 49 شخصا على الأقل، وربما ما يصل إلى 60، في جنوب غرب بيستا بارك بموسكو، حيث وجد عدد من جثث الضحايا.

## وصلات خارجية
- ألكسندر بيتشوشكين على موقع IMDb (الإنجليزية)

- Interview with Pichushkin via واي باك مشين
- Russian serial killer convicted October 24, 2007
- CrimeLibrary.com via Wayback Machine
- Criminal Brief
- Yahoo News via Wayback Machine